# Земљотрес у Лисабону 1755.
Велики земљотрес у Лисабону се догодио 1. новембра 1755. године, око 10:24 h ујутро. Након земљотреса су уследили цунами и пожар, који су скоро у потпуности уништили Лисабон. Геолози процењују да је магнитуда земљотреса износила 9 на магнитудној скали, са епицентром у Атлантском океану, око 200 km западно-југозападно од Рта Сао Висенте. У самом Лисабону је погинуло између 10.000 и 100.000 људи.

## Земљотрес и цунами
Земљотрес се догодио ујутру 1. новембра 1755, на Дан Свих Светих. Савремени извештаји наводе да је земљотрес трајао од три и по до шест минута, узрокујући пукотине ширине 5 m у центру града. Преживели су пожурили на отворени простор докова ради безбедности и посматрали како се море повлачи, откривајући раван блата прекривену изгубљеним теретом и остацима бродоломима. Отприлике 40 минута након земљотреса, цунами је захватио луку и центар града, јурећи уз реку Тахо „тако брзо да је неколико људи који су јахали на коњима ... били приморани да галопирају што је брже могуће до узвишеног терена због страха да ће бити одвучени”. Уследила су још два таласа. Свеће упаљене у домовима и црквама широм града за Дан Свих светих су преврнуте, што је изазвало пожар који се развио у ватрену олују која је сатима горела у граду, потиснувши људе на удаљености до 30 m од пожара.
Лисабон није био једини португалски град који је погођен катастрофом. Широм југа земље, посебно у Алгарву, разарања су била наглашена. Цунами је уништио неке обалске тврђаве у Алгарву и, на нижим нивоима, срушио неколико кућа. Готово сви приобални градови и села Алгарва су тешко оштећени, осим Фара, који је био заштићен пешчаним обалама Риа Формозе. У Лагосу су таласи стигли до врха градских зидина. Други градови у разним португалским регионима, као што су Пенише, Каскаис, Сетубал, па чак и Ковиља (који се налази у близини планинског ланца Сера да Естрела у централном делу унутрашњости Португалије) били су видљиво погођени земљотресом, цунамијем или обоје. Ударни таласи земљотреса уништили су део зидова замка Ковиља и његове велике куле и оштетили неколико других зграда у Кова да Бејри, као и у Саламанци, Шпанија. У Сетубалу су оштећени делови тврђаве Сао Филипе де Сетубал.
На острву Мадеира значајна оштећења претрпели су Фуншал и многа мања насеља. Скоро све луке на Азорском архипелагу претрпеле су највећи део свог уништења од цунамија, а море је продрло око 150 m  у унутрашњост. Садашњи и бивши португалски градови у северној Африци такође су погођени земљотресом. Погођена су места као што су Сеута (коју је Португалија уступила Шпанији 1668. године) и Мазаган, где је цунами снажно погодио обалска утврђења оба града, у неким случајевима прешавши преко њих и поплавивши подручје луке. У Шпанији, цунами је захватио андалузијску обалу Атлантика, скоро уништивши град Кадиз.
Потреси од земљотреса осетили су се широм Европе све до Финске и северне Африке, а према неким изворима чак и на Гренланду и на Карибима. Цунамији високи чак 20 m захватили су обалу Северне Африке и погодили Мартиник и Барбадос преко Атлантског океана. Цунами од три метра погодио је Корнвол на јужној британској обали. Голвеј, на западној обали Ирске, такође је погођен, што је резултирало делимичним уништењем дела градског зида „Шпанског лука”. У округу Клер, острво Огиниш је настало када је ниско лежећа веза са копном била испрана. У Кинсејлу, неколико пловила се вртело у луци, а вода се излила на пијацу.
Године 2015. утврђено је да су таласи цунамија можда стигли до обале Бразила, тада колоније Португала. Писма које су бразилске власти послале у време земљотреса описују штету и разарања изазвана огромним таласима.
Иако су се сеизмолози и геолози увек слагали да је епицентар био у Атлантику западно од Иберијског полуострва, његова тачна локација била је предмет значајних дебата. Ране хипотезе су предлагале гребен Горинџ, око 320 km југозападно од Лисабона, све док симулације нису показале да је локација морала бити ближа обали Португалије да би се ускладила са уоченим ефектима цунамија. Истраживање сеизмичке рефлексије океанског дна дуж Азорско-Гибралтарског трансформационог раседа из 1992. године открило је натисни расед дужине 50 km југозападно од рта Сент Винсента, са проклизавањем од више од 1 km. Ова структура је можда створила примарни тектонски догађај.